# مايلز ساندرز
مايلز ساندرز (بالإنجليزية: Miles Sanders)‏ هو لاعب كرة قدم أمريكية أمريكي، ولد في 1 مايو 1997 في بيتسبرغ في الولايات المتحدة.

## روابط خارجية
- مايلز ساندرز على موقع إي إس بي إن.كوم (أن.أف.أل)3
- مايلز ساندرز على موقع مرجع كرة القدم المحترفة.كوم (الإنجليزية)